# Elmar Messner
Elmar Messner (Brunico, 28 de agosto de 1970) es un deportista italiano que compitió en snowboard. Ganó una medalla de plata en el Campeonato Mundial de Snowboard de 1997, en la prueba de eslalon paralelo.

## Medallero internacional
| Campeonato Mundial | Campeonato Mundial   | Campeonato Mundial | Campeonato Mundial |
| Año                | Lugar                | Medalla            | Competición        |
| ------------------ | -------------------- | ------------------ | ------------------ |
| 1997               | San Candido (Italia) | Medalla de plata   | Eslalon paralelo   |